# Tofane
Das Dreigestirn der Tofane (italienisch Tofane, deutsch auch Tofana) gehört zu den bekanntesten und markantesten Dolomitenmassiven. Die Tofane liegen westlich von Cortina d’Ampezzo und überragen das Valle del Boite (Boitetal). Eine gewisse Bekanntheit erlangte der Name durch die Skirennstrecke Olimpia delle Tofane, 1956 Austragungsort der olympischen Herrenabfahrt.

## Lage und Umgebung
Das Tofane-Massiv liegt westlich von Cortina d’Ampezzo über dem oberen Valle del Boite und ist Teil des Parco Naturale delle Dolomiti d’Ampezzo. Während die beiden höheren Gipfel Tofana di Mezzo und Tofana di Dentro ein kompaktes Massiv bilden, wirkt die südliche Tofana di Rozes einigermaßen eigenständig. Zwischen diesen Felsgiganten schneidet sich die Forcella Fontananegra (2561 m) ein. Im Westen und Norden trennt das Val Travenanzes das Gebirgsmassiv von der Fanesgruppe, im Osten das obere Valle del Boite vom Pomagnonzug (und der Cristallogruppe) und im Süden das Falzaregotal von der Nuvolaugruppe. Von Cortina gesehen ist den beiden höheren Tofane eine Wandstufe vorgelagert, die mit dem Südostgrat der mittleren Tofana eine Art „Felsenring“ bildet.

## Gipfel

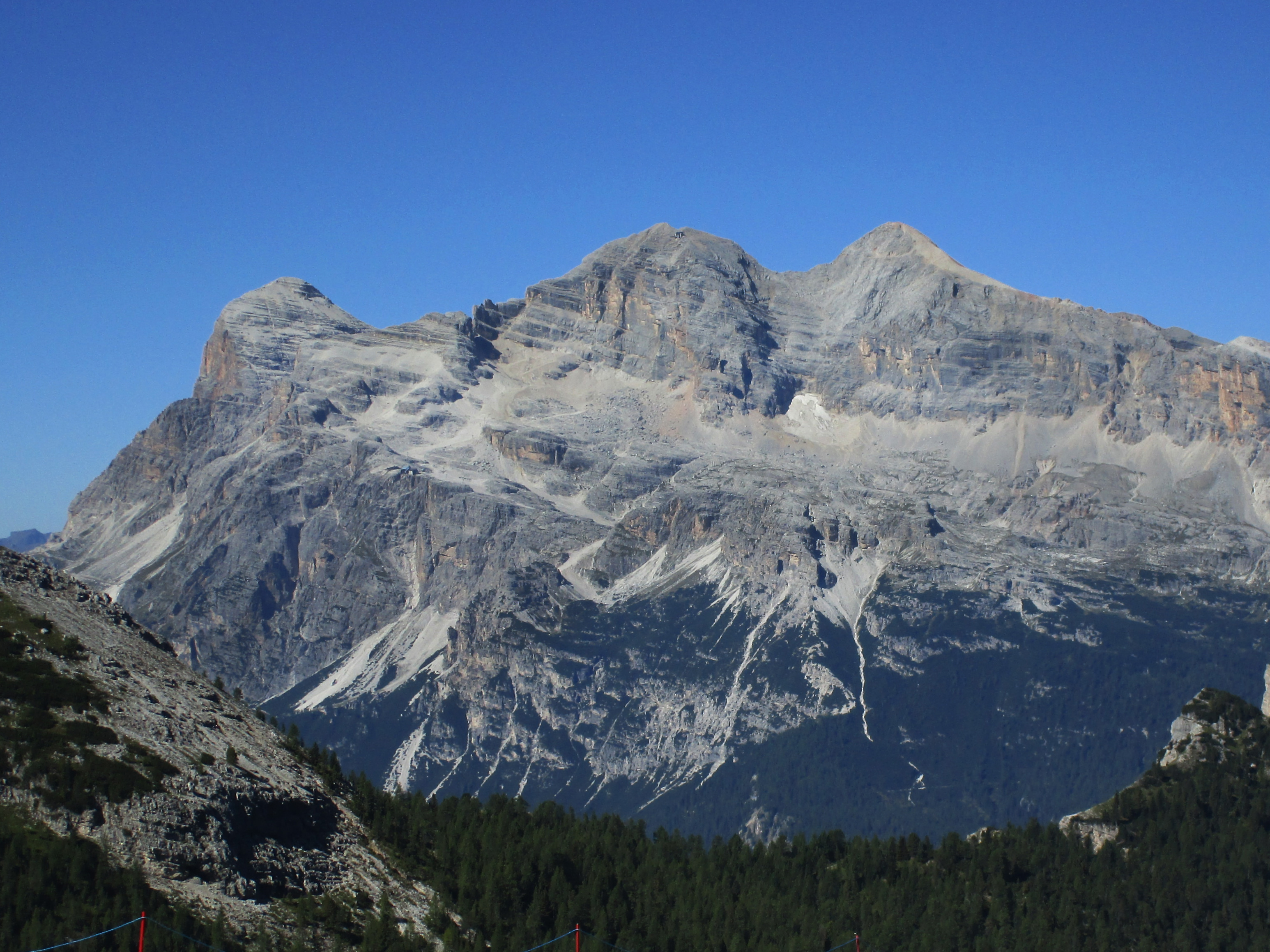
Tofana I, II und III von Osten

Das Massiv besteht im Wesentlichen aus den drei Dreitausender-Gipfeln, die allesamt beliebte Tourenziele darstellen. Alle drei rangieren unter den zehn höchsten Gipfeln der Dolomiten.
- Die in der Mitte gelegene Tofana di Mezzo (auch Tofana II) ist mit einer Höhe von 3244 m s.l.m. die höchste der drei Tofane und zugleich nach der Marmolata (3343 m) und dem Antelao (3264 m) der dritthöchste Dolomitenberg.
- Die Tofana di Dentro (hintere Tofana, auch Tofana III) hat eine Gipfelhöhe von 3238 m s.l.m. und bildet den nördlichsten der drei Felsriesen.
- Die Tofana di Rozes (vordere Tofana, auch Tofana I) ist 3225 m s.l.m. hoch und vor allem für ihre imposante Südwand (Tofana Sud) bekannt.

## Geologie
Bereits 1873 setzte sich Hermann Loretz geologisch mit dem Gebiet um die Tofane auseinander. Edmund Mojsisovics von Mojsvár lieferte mit seiner Arbeit zu den Dolomit-Riffen (1879) weitere wichtige Aufschlüsse, die Leopold Kober 1908 vertiefte.
Die Tofane werden aus mächtigem triassischem Hauptdolomit (Dachsteindolomit) aufgebaut, der leicht Richtung Norden einfällt. In den Gipfelbereichen wird er von jurassischen Kalken (früher als Lias bezeichnet) überlagert. Der Grat zwischen Tofana II und III gewährt gute Einblicke in die Schichtfolge und lässt Neokom und Oberjura erkennen, während in den untersten Bereichen ältere Gesteine wie Sandsteine, Kalkmergel und Tuffe zu Tage treten, die ein auffälliges grünes Band formen. Der Komplex von Tofana II und III wird außerdem von einer nach Westen überschlagenen Falte geprägt, deren Mächtigkeit allerdings nur die obersten 200 Meter umfasst. Nach Süden hin setzt sich diese tektonische Störung fort. Am Südgrat der Tofana II befindet sich mit dem Bus de Tofana eines der größten Felsenfenster der Alpen.

## Geschichte

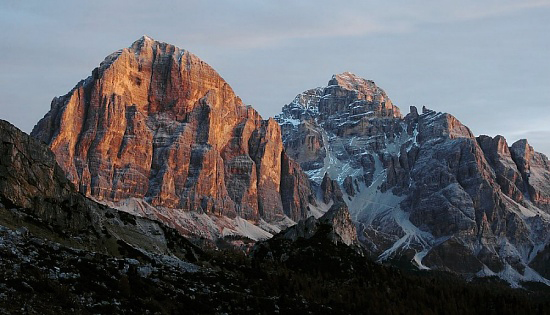
Südwand der Tofana di Rozes

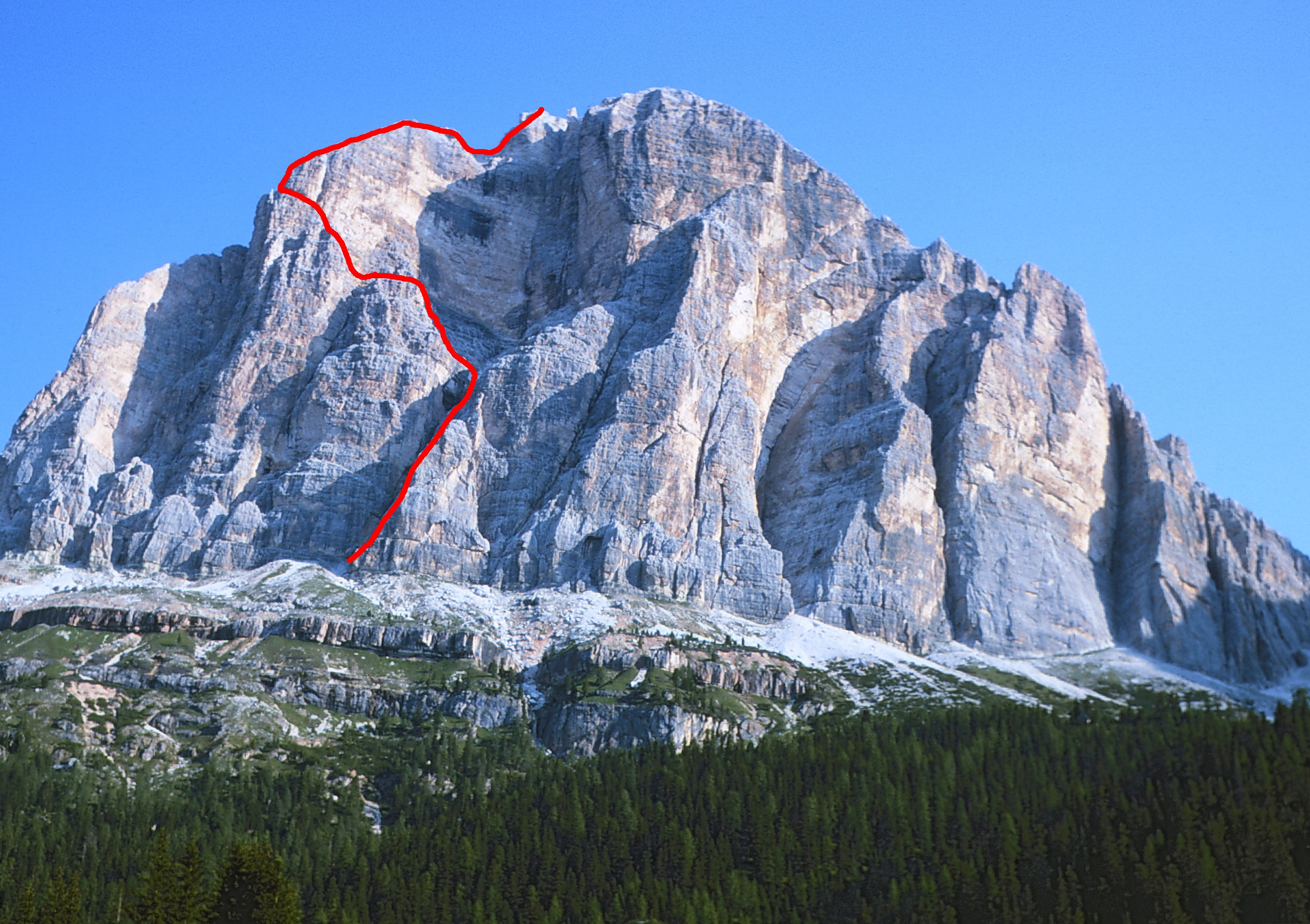
Darstellung der Dimai-Eötvös Route durch die Südwand der Tofana, Erstbesteigung durch die Schwestern Eötvös

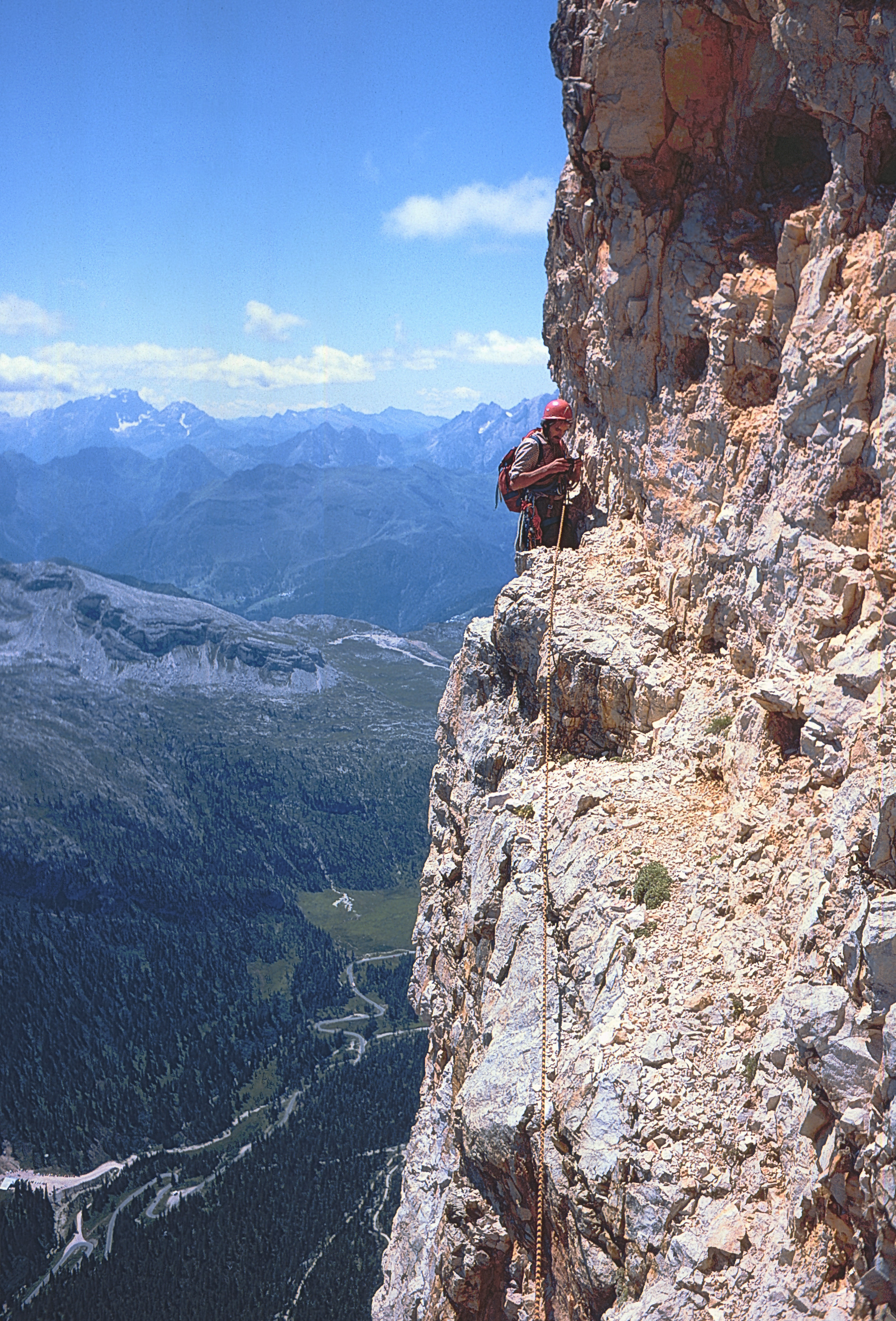
Tofana Südwand, Kletterer in der Dimai Eötvös Route

Die Erstbegehungen der drei Gipfel erfolgten nacheinander in den Jahren 1863 bis 1865. Paul Grohmann bestieg mit verschiedenen Führern zuerst die Tofana di Mezzo (1863), dann die Tofana di Rozes (1864) und schließlich die Tofana di Fuori (1865), allesamt von Cortina aus. Alpinistisch war in der Folge vor allem die Südwand der Tofana di Rozes von Interesse, deren Erstbesteigung erfolgte 1901 durch die Schwestern Ilona und Rolanda von Eötvös mit Führern.
Während des Ersten Weltkriegs bildeten die Tofane eines der Zentren der Ersten Dolomitenoffensive. Die italienischen Alpini besetzten im Juli 1915 die Gipfel von Tofana II und Tofana III und versuchten von dort aus die österreich-ungarische Sperre im Travenanzestal zu erobern. Die Tofana I wurde wiederum kurzzeitig von Jägern des Deutschen Alpenkorps eingenommen. Kriegsrelikte wie Stollen und verfallene Stellungen zeugen heute noch von den erbitterten Kämpfen.
Mit den Olympischen Winterspielen 1956 in Cortina d’Ampezzo hielt der Massentourismus erstmals Einzug in die Gegend. Während die Skigebiete mit der heute noch als Weltcupstrecke genutzten Olimpia delle Tofane am Osthang von Tofana di Mezzo/Dentro entstanden, blieb die Spitze bis zum Bau der Seilbahn Freccia nel cielo (deutsch: Himmelspfeil) 1971 verschont. Davor waren bereits mehrere Klettersteige angelegt worden, die sich heute großer Beliebtheit erfreuen, darunter die Via ferrata Giuseppe Olivieri auf die mittlere Tofana (1957), die Via ferrata Giovanni Lipella auf die Tofana di Rozes (1967) und die Via ferrata Formenton auf die Tofana di Dentro.

## Stützpunkte

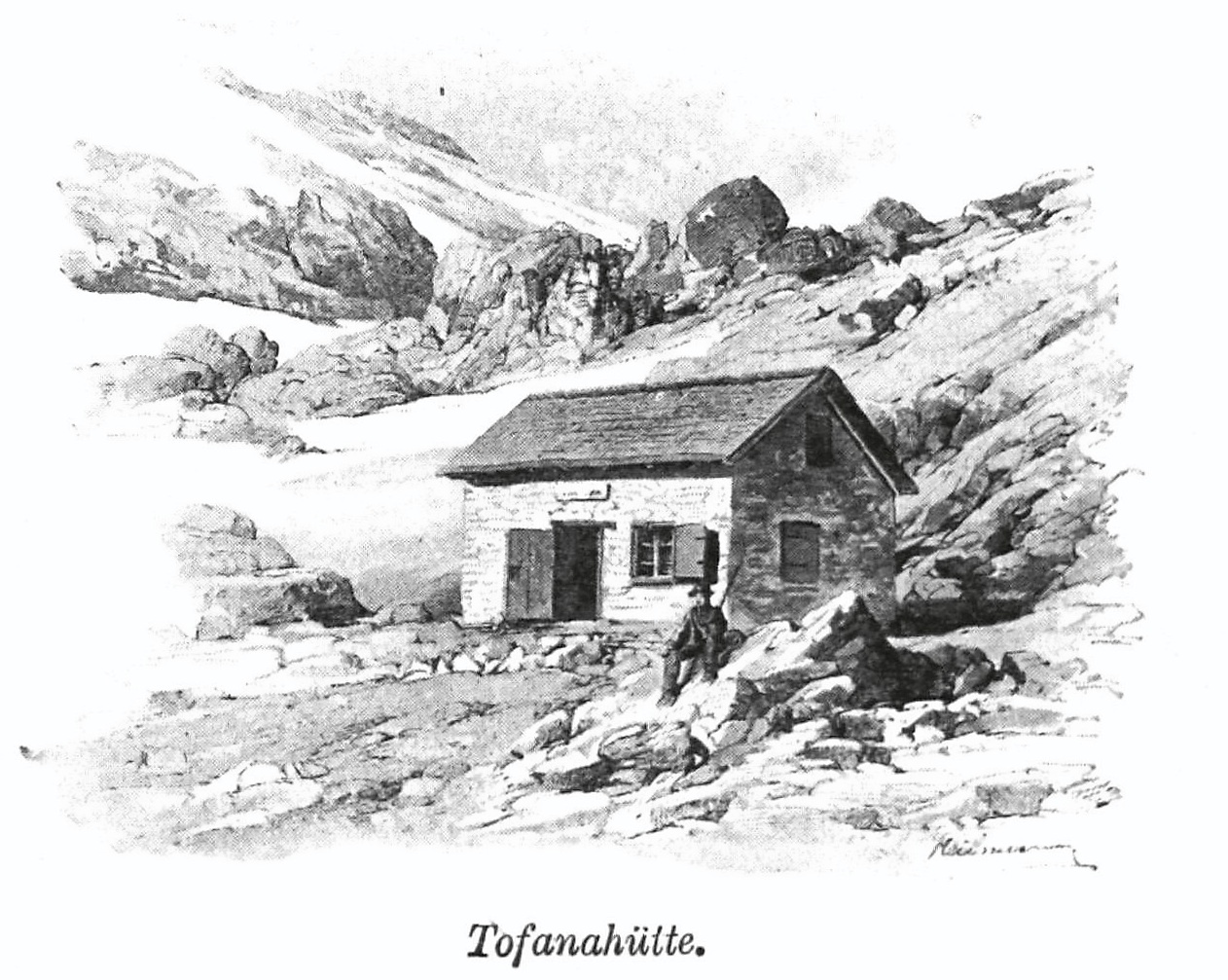
Tofanahütte (1894), seit 1994 als Winterbiwak des Rif. Giussani genutzt, Aquarell von Anton Paul Heilmann

Für Besteigungsvorhaben im Gebiet der Tofane bieten sich in der näheren Umgebung zahlreiche Schutzhütten an.
- Rifugio Angelo Dibona (2083 m)
- Rifugio Camillo Giussani (2580 m, CAI Cortina)
- Rifugio Cima Tofana (ca. 3195 m) an der Seilbahn-Bergstation
- Rifugio Col Druscié (1779 m)
- Rifugio Duca d’Aosta (2098 m)
- Rifugio Pomedes (2303 m)
- Rifugio Ra Valles (2470 m) an der Seilbahn-Mittelstation
- Bivacco Baracca degli Alpini (2922 m)

nicht mehr bewirtschaftet bzw. verfallen
- Rifugio Cantore (2542 m)
- Wolf-Glanvell-Hütte (2065 m) im Travenanzestal, 1907 erbaut und 1915 zerstört